# 2000 O.D
2000 O.D to album Space Tribe wydany w 1999 roku przez Spirit Zone Records.
- Styl: Psychedelic Trance/Goa Trance
- Data wydania: 30 listopada 1999

## Zawartość albumu
1. Out There in the Universe
2. So Deep
3. 2000 O.D.
4. First Trip
5. Loopy Loo.
6. Turn off Your Mind....Relax...Float Downstream.
7. Genetically Modified Human
8. Telepathic Contact